# Displasia de cotovelo

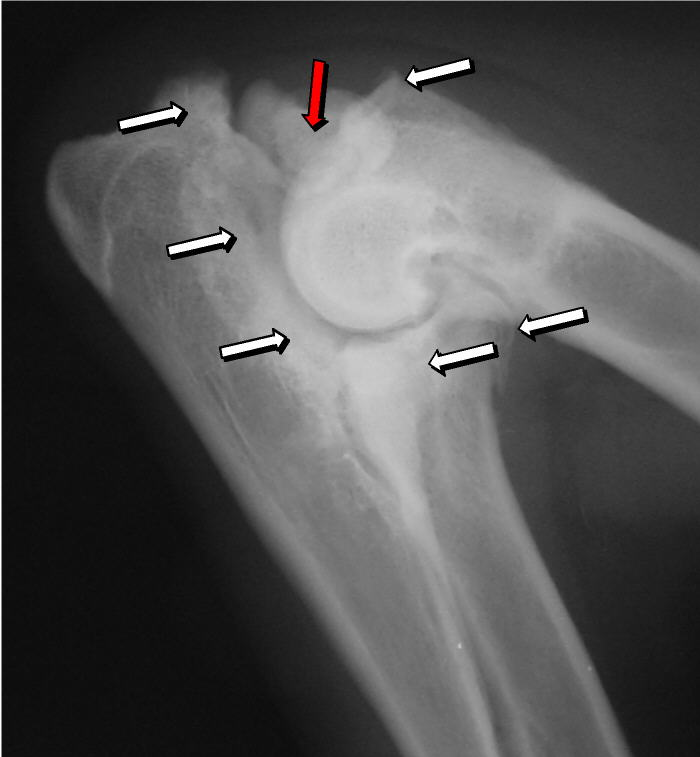
Ununited anconeal process

A displasia do cotovelo é uma condição que envolve várias anormalidades do desenvolvimento da articulação do cotovelo em cães, especificamente o crescimento de cartilagem ou as estruturas circundantes. Essas anormalidades, conhecidas como lesões primárias, dão origem a processos de osteoartrites. A displasia de cotovelo é uma condição comum de determinadas raças de cães.
A maioria das lesões primárias estão relacionadas com osteocondrite, uma doença da articulação da cartilagem e, especificamente, osteocondrite dissecante, a separação de um retalho de cartilagem na superfície articular. Outras causas comuns de displasia de cotovelo incluindo o processo ununited anconeal process e fragmentados ou ununited medial coronoid process.
Osteocondrite dissecante é difícil de diagnosticar clinicamente o animal só poderá expor uma invulgar marcha. Consequentemente, a Osteocondrite dissecante pode ser mascarada, ou diagnosticada como outros problemas esquelético e de articulações, tais como condições de displasia da anca. O problema se desenvolve em filhotes embora muitas vezes sub-clinicamente, e pode haver dor ou rigidez, desconforto na extensão, ou outras de compensação características. o Diagnóstico geralmente depende de raios-X, artroscopia, ou ressonância magnética exames. ainda que os casos de Osteocondrite dissecante passar despercebido e curar espontaneamente, outras são exibidas em claudicação aguda. A cirurgia é recomendada, uma vez que o animal tenha sido considerada antes não-cirúrgico de controle é geralmente utilizado.[carece de fontes?]

## A doença
A displasia do cotovelo é um problema genético significativo em muitas raças de cães, muitas vezes manifestando-se a partir de filhote e continua por toda vida. Na displasia do cotovelo, o complexo articular do cotovelo sofre de um defeito estrutural, muitas vezes relacionado com a sua cartilagem. Esta condição inicial, conhecido como "lesão primária", produz um nível anormal de desgaste e degradação progressiva da articulação, às vezes incapacitantes ou com dor crônica. Processos secundários, tais como inflamação e osteoartrite podem surgir a partir de danos, que aumentam o problema.

## Causas

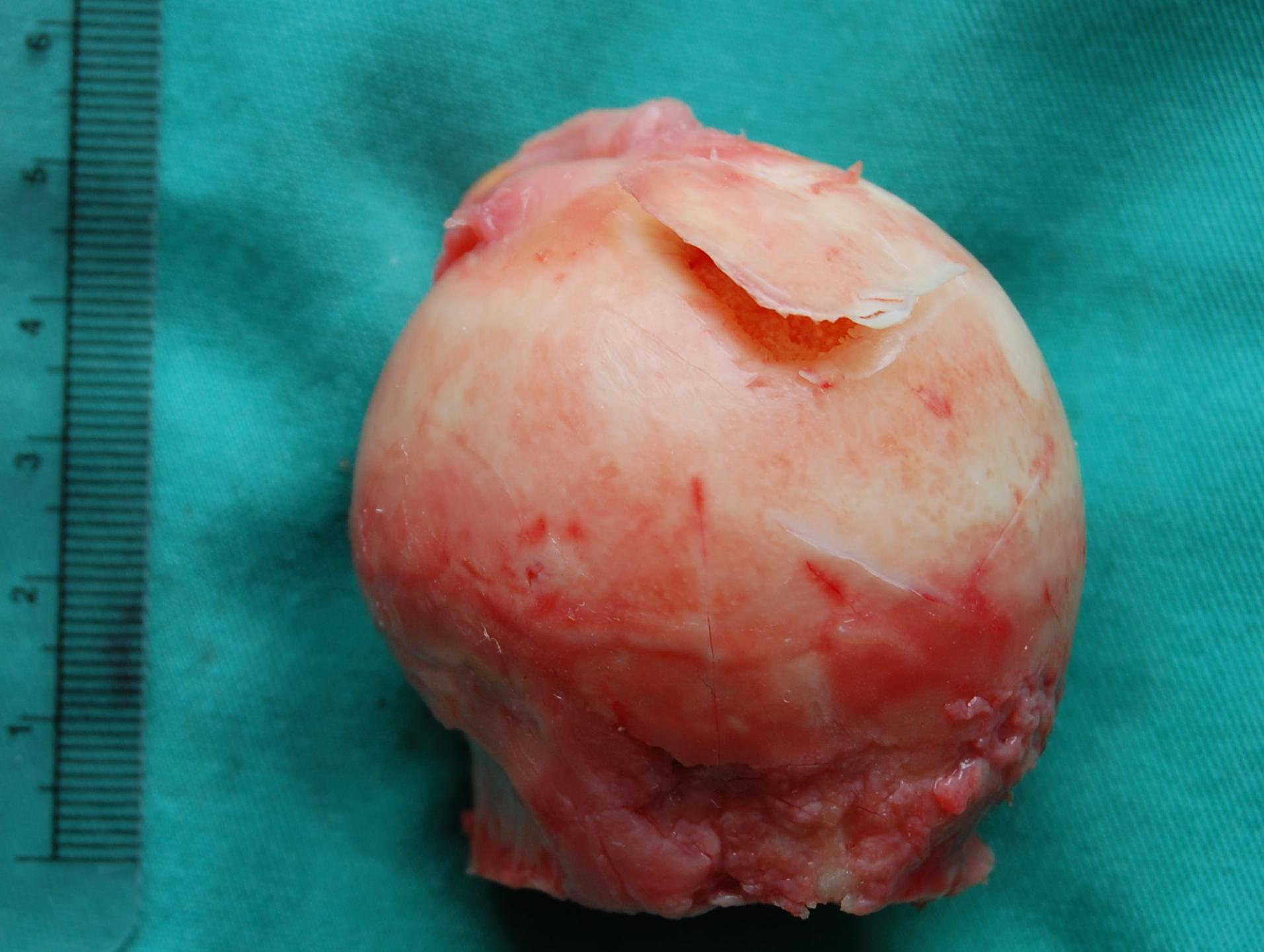
Cabeça de um fêmur humano, mostrando um retalho de cartilagem (osteochondrite dissecante) devido a necrose avascular. Similar degradação da cartilagem em cães causa o desgaste da articulação, levando a processos osteoartríticos e é uma causa comum de displasia do cotovelo.

A causa mais comum é a osteocondrite, que é uma doença da cartilagem da articulação, e especificamente osteocondrite dissecante, a separação de um retalho de cartilagem da superfície articular como resultado da necrose avascular, que por sua vez surge da falha de fluxo de sangue na epífise. Outras causas comuns de displasia de cotovelo incluem o processo ununited anconeal process e fratura ou ununited medial coronoid process.
Na osteocondrite dissecante, o período normal de mudança de cartilagem para ósso no desenvolvimento da articulação falha ou está atrasada. A cartilagem continua a crescer e pode partir-se ou tornar-se necrótica. A causa é incerta, mas, possivelmente, inclui a genética, traumas e nutrição (incluindo o excesso de cálcio e diminuição da Vitamina C). As lesões por osteocondrite dissecante são encontradas no cotovelo no epicôndilo medial do úmero. Condições específicas relativas à osteocondrite dissecante incluem a fragmentação do processo medial coronoid process da ulna e um ununited anconeal process da ulna. Todos os tipos de osteocondrite dissecante do cotovelo são geralmente encontrados em cães de raças grandes, com sintomas à partir dentre as idades de 4 a 8 meses. Os machos são afetados duas vezes mais frequentemente que as fêmeas. A doença geralmente afeta ambos os cotovelos (30 a 70% das vezes), e os sintomas incluem claudicação intermitente, inchaço das articulações, e rotação externa e abdução da pata. Osteoartrite irá se desenvolver mais tarde na maioria dos casos.
Ununited anconeal process é causado pela separação da ulna do centro de ossificação do processo anconeal. Processo medial coronoid process da ulna é causado por uma falha do coronoid process para unir-se com a ulna. Osteocondrite dissecante do epicôndilo medial do úmero é causada por distúrbios endocondral de fusão da epífise do epicôndilo medial, com a extremidade distal do úmero, que por sua vez, pode ser causado por avulsão da epífise.

## Diagnóstico e tratamento
O diagnóstico é através de raios-x, artroscopia ou tomografia computadorizada. Em casos com significativa claudicação, a cirurgia é a melhor opção, especialmente com o ununited anconeal process. No entanto, o tratamento conservador é muitas vezes suficiente para os casos de medial coronoid process e osteocondrite dissecante da medial do úmero epicôndilo. Os cães são exercitados regularmente e medicados contra a dor, e entre as idades de 12 a 18 meses, a claudicação, muitas vezes, melhora ou desaparece. O controle de peso corporal é importante em todos os casos de displasia de cotovelo, e a prevenção de surtos de crescimento rápido em filhotes pode ajudar a prevenir a doença.
A cirurgia para medial coronoid process consiste na remoção da cartilagem e fragmentos de osso e correção de qualquer incongruência da articulação. De re-fixação do ununited anconeal process com um parafuso é geralmente tentada antes da idade de 24 semanas, e depois da idade típica de tratamento é a remoção da ununited anconeal process. Sem cirurgia, o ununited anconeal process rapidamente progride para a osteoartrite, mas com medial coronoid process a osteoartrite ocorre normalmente com ou sem cirurgia. A osteoartrite é também uma sequela da osteocondrite dissecante do úmero, apesar de tratamento médico ou cirúrgico. Cotovelo cirurgia de substituição foi desenvolvido e pode ser uma opção para o tratamento

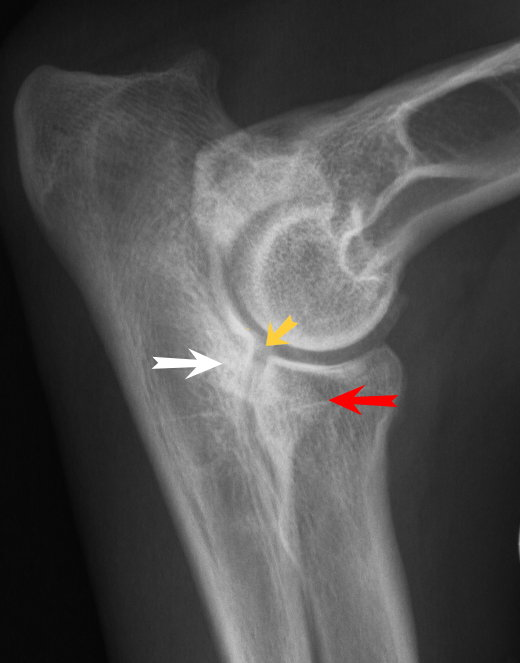
A fragmentação da medial coronoid process

### Tratamento não-cirúrgico
Terapias conservadores incluem anti-inflamatórios não esteróides, medicamentos para a dor, controle do peso e restrição de exercícios. Os problemas com estes tratamentos é que eles não funcionam bem, especialmente a longo prazo.

### Total substituição do cotovelo
O cotovelo é uma complexa articulação, sustenta 60% da carga do corpo, e tolera problemas bem menos do que os quadris. Como resultado, a substituição do cotovelo é mais complexa do que a substituição da anca, a reabilitação pode demorar muito mais, e algum grau de claudicação permanecerá. A cirurgia é classificada em 2010 como uma operação de "salvamento", isto é, um último recurso para animais viáveis. As taxas de sucesso são de cerca de 80 - 85% (aproximadamente de 5 em cada 6) foram discutidos por fontes em 2005, e novamente em 2008.
Há também algumas outras opções se a substituição falhar, a principal opção é a artrodese (fusão cirúrgica da articulação), o que resulta livre de dor, mas um andar estranho. No entanto, a artrodese é em si uma cirurgia complexa, com um tempo de recuperação longo, e se a artrodese é necessária, características adicionais serão suportadas por outras articulações próximas, portanto, a condição de perna e o ombro, tais como a osteoartrite podem se tornar mais importantes.

## Classificação para fins de reprodução
A Orthopedic Foundation for Animals nos Estados Unidos gradua raios X de cotovelo de cães destinados a reprodução.